# Байрон, Антуанетта
Антуанетта Байрон (англ. Antoinette Byron) — американская и австралийская телевизионная актриса.

## Биография
Прежде чем переехать в США, актриса успела сняться во множестве австралийских мыльных опер. Затем Антуанетта Байрон получила приглашение на роль Скай Чендлер в сериале «Все мои дети», которую она исполняла с 1986 по 1987, когда её заменили на другую актрису, Робин Кристофер.
Впоследствии Байрон играла роль Натали Нэш в мыльной опере «Домой и в путь» с 1999 по 2000 год.
В 2005 году вышел последний проект с её участием — фантастическая комедия «Человек с кричащим мозгом» режиссёра Брюса Кэмпбелла (также главный герой фильма), в котором ей досталась главная женская роль.

## Фильмография
| Год       |   | Русское название           | Оригинальное название        | Роль                       |
| --------- | - | -------------------------- | ---------------------------- | -------------------------- |
| 1985      | с | Соседи                     | Neighbours                   | Лоррейн Кингэм             |
| 1986      | ф | Смерть солдата             | Death of a Soldier           | сотрудница почтовой службы |
| 1986—1987 | с | Все мои дети               | All My Children              | Скай Чендлер               |
| 1994      | с | Следы во времени           | Time Trax                    | девушка-беглянка           |
| 1995      | с | Мелроуз-Плейс              | Melrose Place                | Эмили Болдуин              |
| 1996      | с | Спасатели Малибу           | Baywatch                     | доктор Джонсон             |
| 1997      | с | Тихие палисады             | Pacific Palisades            | дочь Хобсона               |
| 1999—2000 | с | Домой и в путь             | Home and Away                | Натали Нэш                 |
| 2001      | с | Малкольм в центре внимания | Malcolm in the Middle        | Лилиан                     |
| 2005      | ф | Человек с кричащим мозгом  | Man with the Screaming Brain | Джеки Коул                 |